# Andrena trimarginata
Andrena trimarginata är en biart som först beskrevs av Radoszkowski 1886.  Andrena trimarginata ingår i släktet sandbin, och familjen grävbin. Inga underarter finns listade i Catalogue of Life.